# Young, Loud and Snotty
Young Loud and Snotty es el álbum debut de la banda estadounidense de punk rock The Dead Boys. Se grabó en los Estudios Electric Lady en 1977 y se lanzó el mismo año a través de la compañía discográfica Sire Records, con Genya Ravan como productor.

## Lista de canciones
Todas las pistas compuestas por Stiv Bators, Cheetah Chrome y Jimmy Zero; excepto donde se indique lo contrario.
1. "Sonic Reducer" (David Thomas, Cheetah Chrome) – 3:05
2. "All This and More" – 2:49
3. "What Love Is" – 2:08
4. "Not Anymore" – 3:38
5. "Ain't Nothin' to Do" – 2:25
6. "Caught with the Meat in Your Mouth" – 2:06
7. "Hey Little Girl" (Bob Gonzales, Don Baskin) – 3:01
8. "I Need Lunch" – 3:36
9. "High Tension Wire" – 3:05
10. "Down in Flames" – 2:15
11. Medley "Not Anymore/Ain't Nothin' to Do" – 7:15

"Hey Little Girl" se grabó en vivo en CBGB

## Personal
- Stiv Bators - voz
- Cheetah Chrome - guitarra líder
- Jimmy Zero - guitarra rítmica
- Jeff Magnum - bajo
- Johnny Blitz - batería
- Ronald Binder - voz "Down in Flames"